# Municipio de Lucas (Illinois)
El municipio de Lucas (en inglés: Lucas Township) es un municipio ubicado en el condado de Effingham en el estado estadounidense de Illinois. En el año 2010 tenía una población de 495 habitantes y una densidad poblacional de 5,39 personas por km².

## Geografía
Según la Oficina del Censo de los Estados Unidos, el municipio tiene una superficie total de 91.92 km², de la cual 91,92 km² corresponden a tierra firme y (0 %) 0 km² es agua.

## Demografía
Según el censo de 2010, había 495 personas residiendo en el municipio de Lucas. La densidad de población era de 5,39 hab./km². De los 495 habitantes, el municipio de Lucas estaba compuesto por el 99,6 % blancos y el 0,4 % eran de una mezcla de razas. Del total de la población el 0,4 % eran hispanos o latinos de cualquier raza.